# Robert Heward
Pour les articles homonymes, voir Heward.
Robert Heward est un botaniste britannique, né en 1791 et mort en 1877.
Heward s’intéresse particulièrement aux plantes d’Australie. Il est membre de la Société linnéenne de Londres.
Ses collections sont léguées à Allan Cunningham.

## Note
1. ↑  D'après The Transactions of the Linnean Society of London, volume XIX, 1845 : 540.